# Squero veneziano

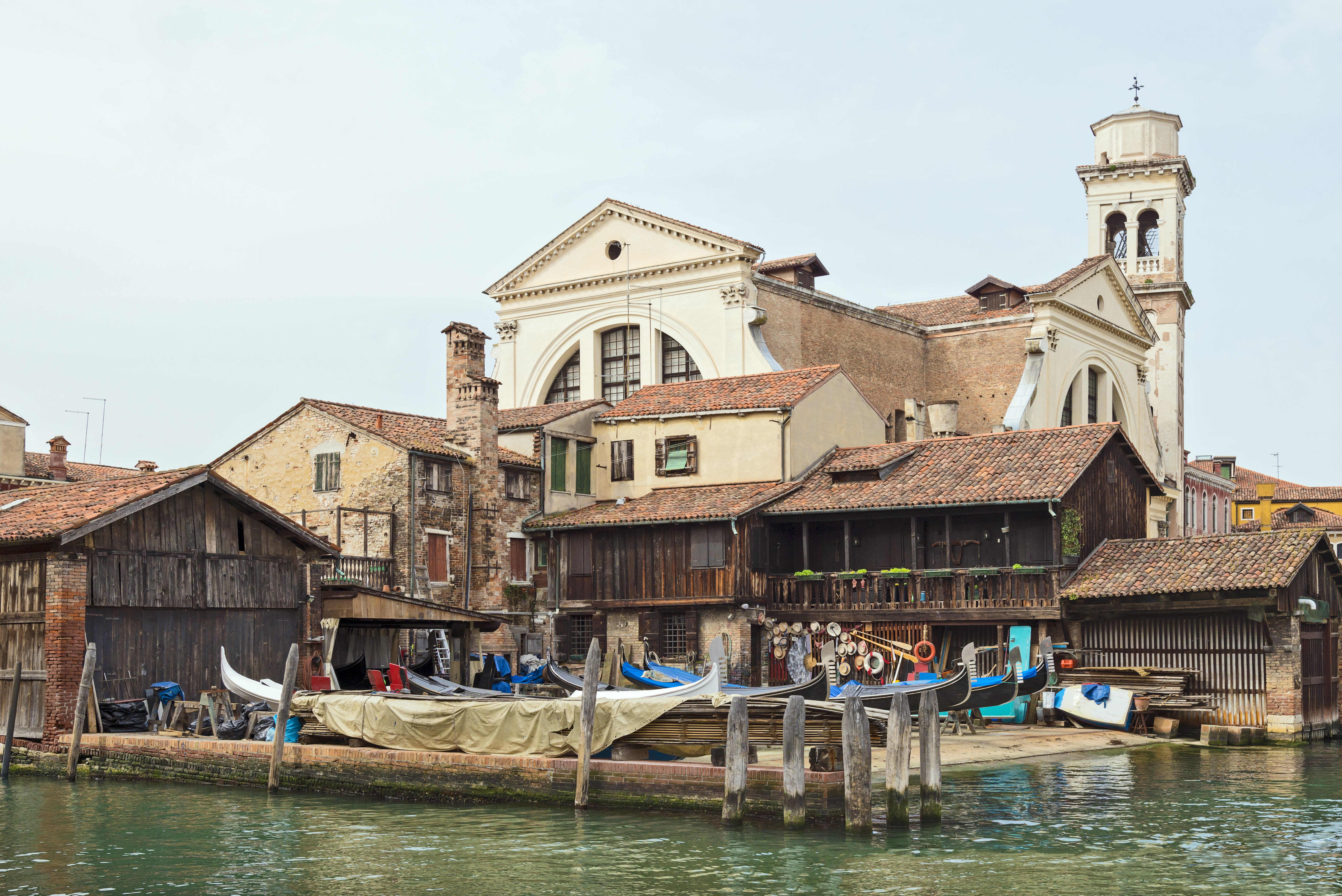
Lo squero di San Trovaso

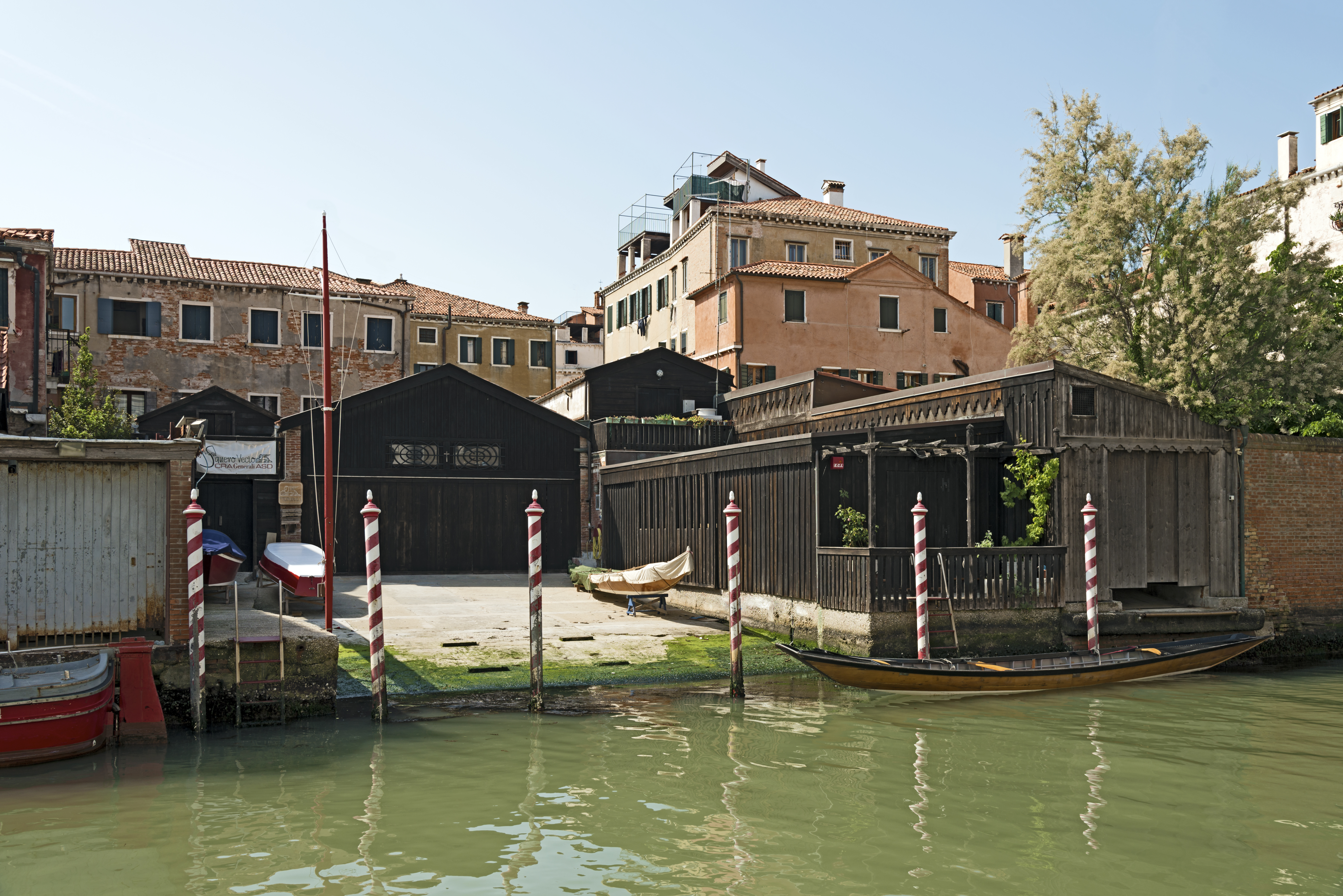
Squero lungo il rio dei Mendicanti

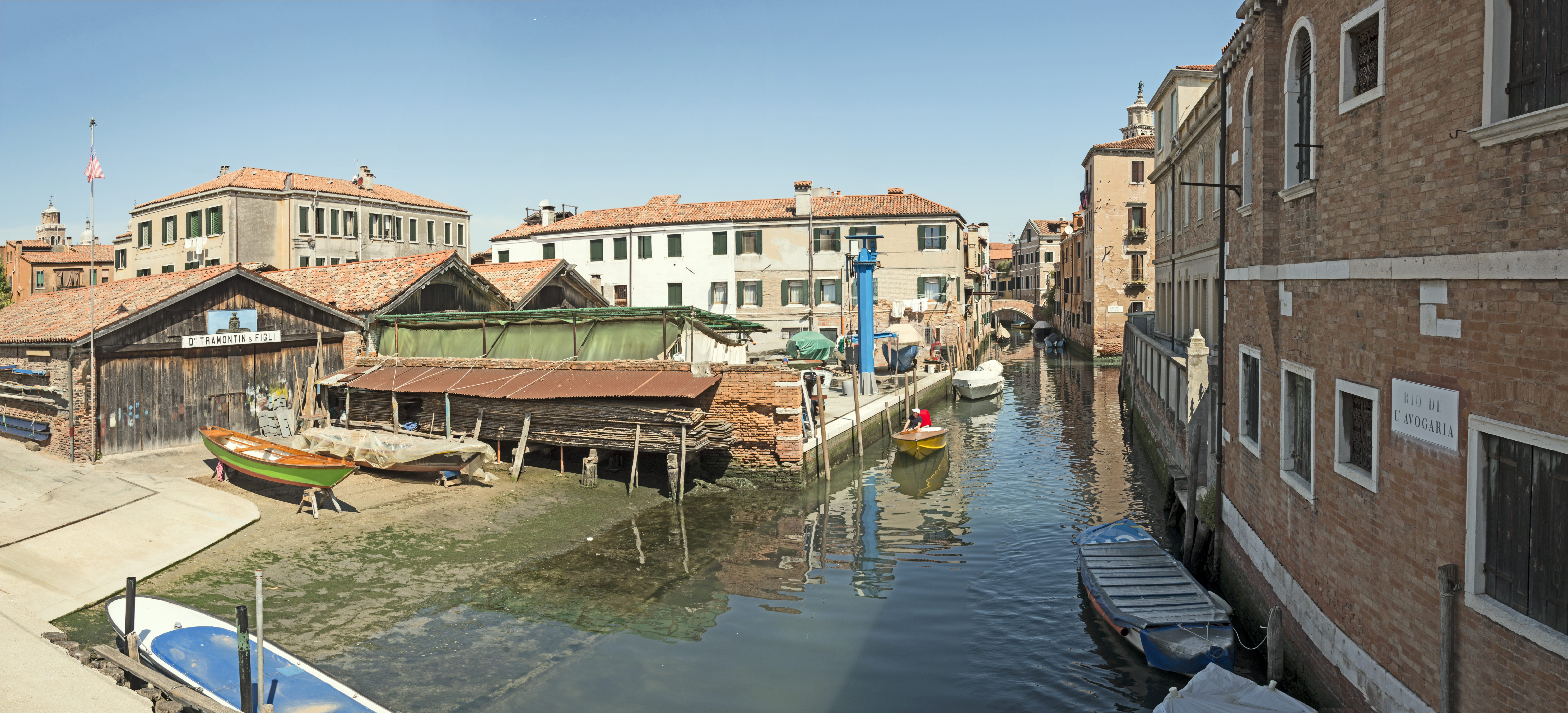
Squero Tramontin dell'Avogaria

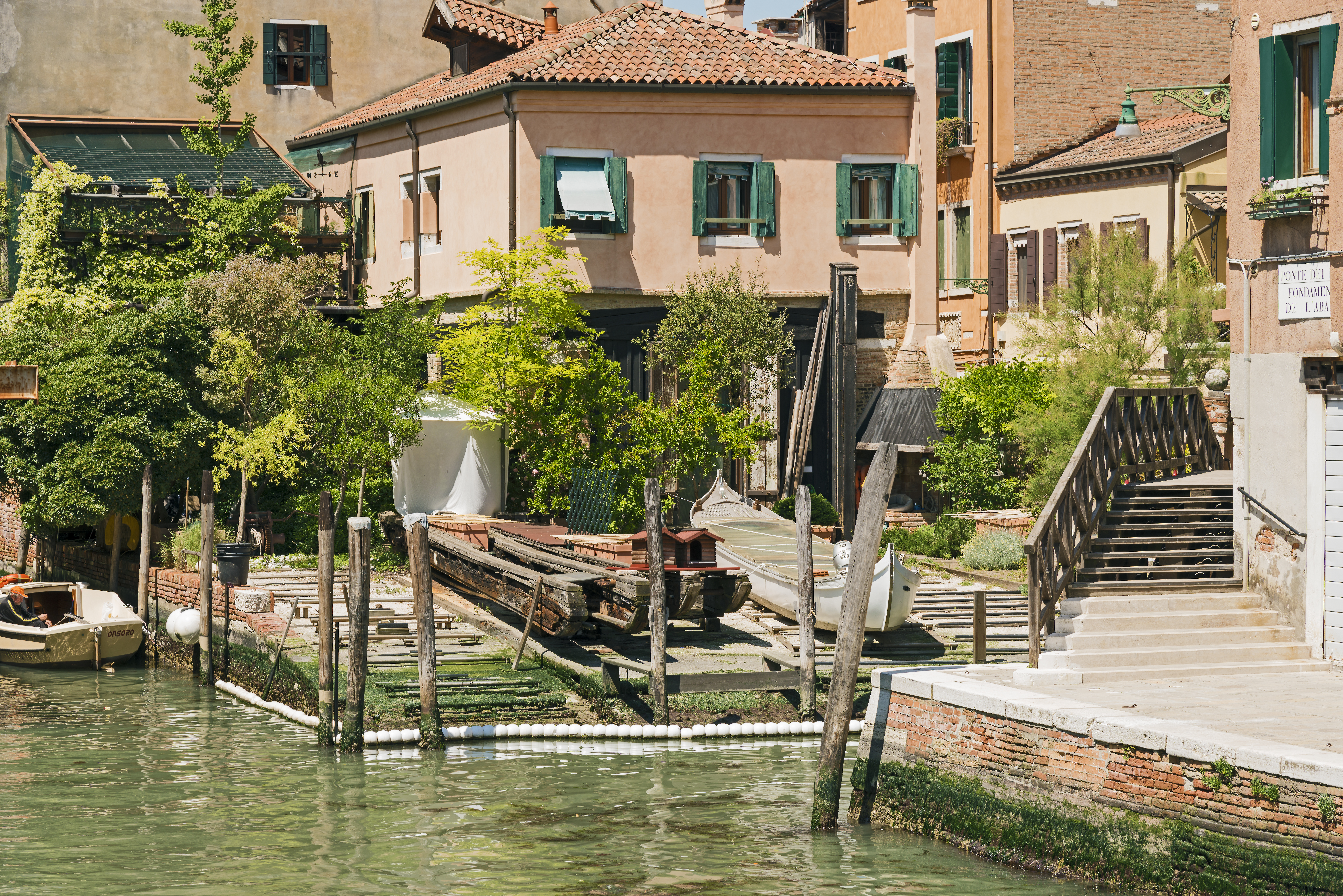
Squero dei Muti

Lo squero veneziano è il tipico cantiere per imbarcazioni a remi della città di Venezia.
L'etimologia del nome potrebbe essere legata alla parola di lingua veneta squara, ossia la squadra, strumento di lavoro fondamentale per i maestri d'ascia. Secondo altre fonti il termine potrebbe derivare dal greco ἐσχάριον (eschárion), "cantiere".
In origine, a Venezia il termine  squero indicava genericamente il cantiere navale per la costruzione, la manutenzione e il ricovero delle imbarcazioni di ogni dimensione, sia a remi che a vela, spaziando dai piccoli sandołeti fino alle grandi galee da guerra. Con l'accentramento nell'Arsenale dell'attività cantieristica per le navi più grosse, sia militari che mercantili, l'ambito degli squeri si specializzò sulle imbarcazioni più piccole, di uso privato.
Lo squero è caratterizzato da un piano inclinato verso il canale o il rio per la messa a secco e il varo delle barche. Alle spalle del piano, recintato su due lati, è presente una costruzione in legno coperta e aperta verso il piano di varo, detta tesa. La tesa costituisce allo stesso tempo la zona di lavoro vera e propria, al riparo dalle intemperie, e il deposito degli attrezzi. Tipicamente, le abitazioni contigue o, dove presente, il piano superiore dello squero fungono anche da abitazione del proprietario o del capomastro.
Ai tempi della Repubblica di Venezia gli squeri erano diffusi su tutto il territorio urbano, come testimonia tuttora la toponomastica cittadina con le numerose Calle del Squero presenti un po' ovunque. C'era però una particolare concentrazione a Castello, nella zona dove ora si trova la Riva dei Sette Martiri (dove i cantieri vennero smantellati proprio per far posto alla nuova via), a Dorsoduro e alla Giudecca, sul lato rivolto verso la parte sud della laguna. Col passare del tempo, sia per la drastica riduzione dell'impiego delle imbarcazioni a remi, limitata oggi all'uso turistico o sportivo, sia per l'avvento di nuovi materiali di costruzione come il legno compensato e la vetroresina, le attività degli squeri si sono fortemente ridotte, provocandone una drastica riduzione del numero.
Attualmente nell'ambito cittadino, insieme ad alcuni cantieri minori, sopravvivono solo sei squeri propriamente detti: tre a Dorsoduro, due alla Giudecca e uno a Castello. 
I tre squeri di Dorsoduro sono lo squero Tramontin, agli Ognissanti; il confinante squero Bonaldo, sempre agli Ognissanti ma che ha perso completamente la sua funzione, divenendo rimessaggio barche;  lo squero di proprietà del Comune di Venezia, noto come Squero di San Trovaso. Questi squeri producono quasi esclusivamente gondole.
I due squeri della Giudecca sono lo squero Crea, proprietà del regatante Gianfranco Vianello detto Crea, che è anche l'unico a consegnare le gondole complete di tutti gli accessori compresi remi e forcole, e lo squero Costantini-Dei Rossi, molto fedele alla tipologia classica dello squero.
Lo squero di Castello è lo squero San Giuseppe, proprietà della Società di Mutuo Soccorso fra Carpentieri e Calfati.
Questi tre squeri riescono ancora a produrre annualmente una quantità significativa non solo di gondole ma anche di altre imbarcazioni tipiche della laguna di Venezia.